# Andrea Belicchi
Andrea Belicchi (ur. 18 grudnia 1975 roku w Parmie) – włoski kierowca wyścigowy.

## Kariera
André rozpoczął karierę w wyścigach samochodowych w 1997 roku od startów w Renault Spider Europe, gdzie trzykrotnie stawał na podium. Z dorobkiem 80 punktów uplasował się tam na szóstej pozycji w klasyfikacji generalnej. Rok później w tej samej serii był już mistrzem. W późniejszych latach pojawiał się także w stawce Renault Megane Coppa Junior Italy, French GT Championship, Renault Sport Clio Trophy, World Series by Nissan, Europejskiego Pucharu Formuły Renault 2000, Rosyjskiej Formuły 3, Fińskiej Formuły 3, Europejskiego Pucharu Formuły Renault V6, Italian GT Championship, Porsche Supercup, Włoskiej Formuły 3000, 6 Hours of Vallelunga Gold Cup, Le Mans Series, 24h Le Mans, 24h Nürburgring, International GT Open, 24H Series Toyo Tires, Włoskiego Pucharu Porsche Carrera, Italian Touring Endurance Championship, American Le Mans Series, Italian GT Championship, Intercontinental Le Mans Cup oraz FIA World Endurance Championship.